# Медаль «Победителю над прусаками»
Медалью «Победителю над прусаками» (по другим источникам: «За победу при Кунерсдорфе») награждались участники Кунерсдорфского сражения. Большинство медалей перечеканивалось из серебряных рублёвых монет. Серебряные медали получали солдаты, золотые медали - офицеры. Медаль носилась на Андреевской ленте. На медали изображена Елизавета Петровна. Медаль имела две надписи: «Б М ЕЛИСАВЕТЪ I ИМПЕРАТ IСАМОД ВСЕРОСС» и «TIMOѲEI∙I∙F». На обратной стороне — надпись: «ПОБѢДИТЕЛЮ НАДЪ ПРУСАКАМИ АВГ 1 Д 1759» .